# Palazzo delle Arti di Napoli
Il Palazzo delle Arti di Napoli, anche noto con l'acronimo PAN, è un museo della città di Napoli, ubicato nello storico Palazzo Carafa di Roccella in via dei Mille.
Ospita esposizioni di arte contemporanea nelle sue molteplici forme (pittura, scultura, fotografia, grafica, fumetto, design, videoarte, cinema).
Nel 1984 il comune di Napoli, dopo un lungo contenzioso, acquistò l'edificio e ne avviò il restauro. Nel 1998 ne stabilì la destinazione d'uso come centro di documentazione per le arti contemporanee, successivamente estesa anche all'attività espositiva. I lavori di adeguamento furono completati nel 2005, anno in cui il palazzo fu riaperto al pubblico.
La struttura ha una superficie di 6.000 m2 su tre piani con aree espositive, mediateca, spazi per attività didattiche, libreria dedicata, caffetterie, terrazze.